# Poitou (província)

Extensió de la província del Poitou al i les comunes i regions contemporànies

El Poitou (en francès, pronunciat [pwa'tu]; en català, tradicionalment Piteu, Peitau o Peitou; en peitoví Poetou; en occità Peitau) fou una província històrica del Regne de França la capital de la qual era Peiteu. Altres ciutats importants eren Châtellerault (establiment de reis de França a Poitou), Niort, La Roche-sur-Yon, Thouars i Parthenay. Hi ha una regió pantanosa anomenada Marais poitevin al golf de Poitou, a la costa oest de França, al nord de La Rochelle i a l'oest de Niort.
Té els orígens en el comtat de Peiteu, que remunta els seus orígens al segle vii. Amb el temps esdevingué província, fins que amb la República foren substituïdes per departaments. Després de la Segona Guerra Mundial neixen les regions, i el Poitou conformà la regió de Poitou-Charentes, la qual el 2016 passà a formar part de la regió de Nova Aquitània.

## Història
Pel Tractat de París (1259), el rei Enric III d'Anglaterra va reconèixer la seva pèrdua del territori continental de Plantagenet a França (inclosos Normandia, Maine, Anjou i el Poitou).
Durant els segles xvi i començaments del xvii, Poitou va ser un focus d'activitat hugonot (calvinistes francesos) entre la noblesa i la burgesia i va ser severament afectades per les Guerres de Religió a França (1562-1598).
Molts dels acadians que es van establir en el que ara és Nova Escòcia a partir de 1604, i més tard a Nova Brunswick, provenen de la regió de Poitou. Després que els acadians van ser deportats pel començament britànic en 1755, alguns d'ells es van refugiar al Quebec. Una gran part d'aquests refugiats també van ser deportats a la Louisiana en 1785 i eventualment es van fer coneguts com cajuns (d'acadians).
Després de la revocació de l'Edicte de Nantes l'any 1685, l'Església Catòlica Romana francesa va fer un fort contra la reforma; el 1793, això era parcialment responsable de la revolta oberta de tres anys contra el Govern Revolucionari francès a Bas-Poitou (departament de Vendée). De fet, durant el govern dels cent dies de Napoleó en 1815, el Vendée es va mantenir fidel a la monarquia de la Restauració del rei Lluís XVIII i Napoleó va enviar 10.000 soldats al general Lamarque per pacificar la regió.
Segons assenyala Lampert, "els persistents hugonots de Poitou del segle xvii i els realistes revolucionaris feroçment catòlics del que venia ser la Vendée de finals del segle xviii tenien ideologies molt diferents, de fet diametralment oposades entre elles. El fil conductor que unia ambdós fenòmens era una afirmació continuada d'una identitat local i oposició al govern central a París, sigui quina sigui la seva composició i identitat. (...) A la regió on Lluís XIII i Lluís XIV havien trobat una dura resistència, la Casa de Borbó va guanyar partidaris lleials i militants exactament quan havia estat enderrocat i quan una lleialtat borbònica va implicar una lleialtat local en oposició al nou govern central, el de Robespierre ".

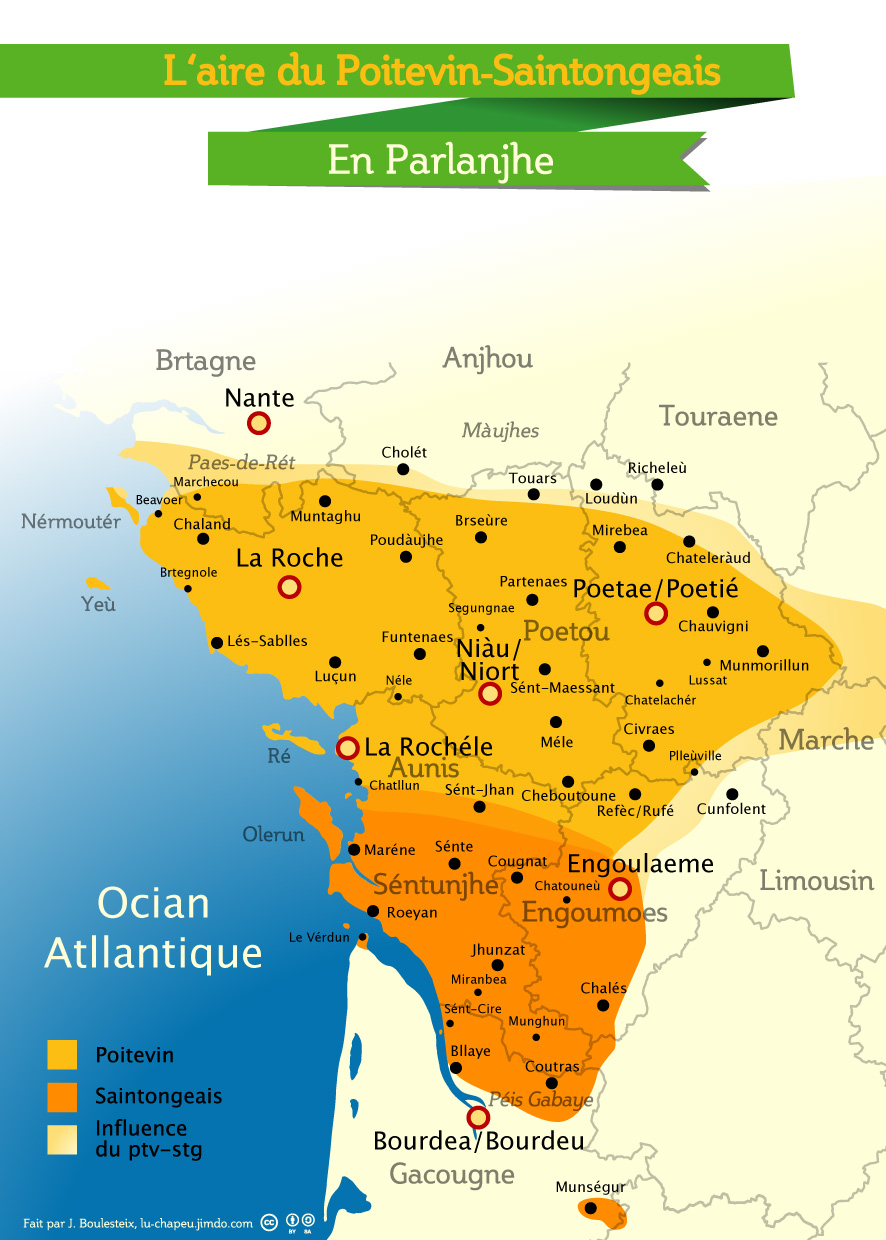
El Poitou, el peitoví i l'espai lingüístic peitoví-saintongès